# Roman Mayzel
Roman Mayzel (ur. 28 lutego 1870 w Krakowie, zm. 23 lipca 1935 w Iwoniczu-Zdroju) – polski farmaceuta, polityk samorządowy, burmistrz Oświęcimia i działacz społeczny.

## Życiorys
Urodził się 28 lutego 1870 w Krakowie, w wielodzietnej rodzinie Karola i Karoliny z domu Feintuch. Studiował na Wydziale Medycznym Uniwersytetu Jagiellońskiego, gdzie w 1892 uzyskał dyplomu magistra farmacji. Obowiązkową praktykę studencką farmaceutyczną, w latach 1888−1890, odbył w aptece Antoniego Polaszka w Oświęcimiu. Po ukończeniu studiów wrócił do tej apteki jako pracownik, a następnie uzyskał koncesję na otwarcie własnego składu materiałów aptekarskich.
21 maja 1909 Rada Gminy Królewskiego Miasta Oświęcimia powierzyła Romanowi Mayzlowi urząd Burmistrza Miasta Oświęcim oraz funkcję Przewodniczącego Rady Miejskiej, które sprawował do śmierci w 1935 roku. Jego pierwszą inicjatywą były starania o utworzenie w Oświęcimiu powiatu, co udało się zrealizować już w 1910. 4 września 1914 stanął na czele Powiatowego Komitetu Narodowego. W czasie I wojny światowej dbał o zaopatrzenie miasta i bezpieczeństwo publiczne. Za jego rządów sporządzono plan regulacji miasta, czego konsekwencją była przebudowa części ulic i budowa w 1924 mostu na Sole. W 1918 jako burmistrz Oświęcimia brał udział w pracach przygotowawczych do plebiscytu śląskiego jako prezes Powiatowego Komitetu Plebiscytowego w Oświęcimiu. Założyciel Unii Narodowo-Państwowej w 1922. Rada Miejska na posiedzeniu w dniu 3 września 1924 nadała Romanowi Mayzlowi „honorowe obywatelstwo królewskiego miasta Oświęcim”. Działał społecznie. Był m.in. prezesem Związku Legionistów Polskich w Oświęcimiu i radcą Izby Handlowej w Krakowie,  prezesem Towarzystwa Polskiej Szkoły Średniej w Oświęcimiu, pierwszym prezesem nowego klubu Soła Oświęcim oraz członkiem Powiatowego Komitetu Budowy Gimnazjum w Oświęcimiu.
W 1904 ożenił się z Marią Ludwiką z domu Gorączko, córką oświęcimskiego notariusza, z którą miał syna Czesława Romana (ur. 1905).
Zmarł niespodziewanie 23 lipca 1935 w czasie pobytu w Iwoniczu-Zdroju i 25 lipca 1935 został pochowany w rodzinnym grobowcu na cmentarzu Rakowickim w Krakowie.

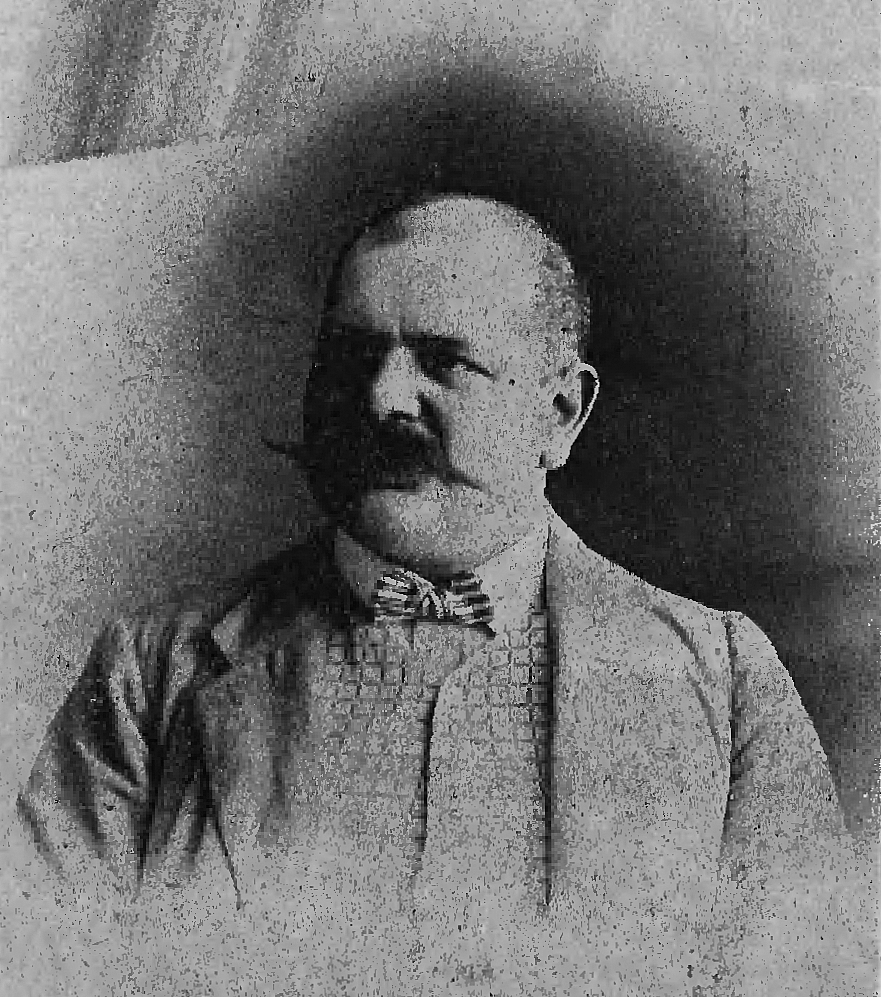
Roman Mayzel (przed 1910)

## Ordery i odznaczenia
- Krzyż Oficerski Orderu Odrodzenia Polski (30 kwietnia 1927)[4]
- Krzyż na Śląskiej Wstędze Waleczności i Zasługi[3]
- Złoty Medal „Za Zasługi dla Pożarnictwa”[3]
- Złota Odznaka Honorowa LOPP I stopnia[3]
- Gwiazda Górnośląska[3]
- Krzyż Legionowy[3]
- Odznaka komendancka Przysposobienia Wojskowego[3]

## Upamiętnienie
- W 1934 jego imieniem nazwano dotychczasową ulicę Chrzanowską (obecnie ul. Krasickiego)[1]. Obecnie jest patronem jednej z ulic dochodzących do Rynku Głównego.
- Decyzją oświęcimskiej rady miasta rok 2012 ogłoszono rokiem Romana Mayzla[5].